# Балка Очеретина (притока Грузької)
Балка Очеретина, Очеретна — балка (річка) в Україні у Амвросіївському районі Донецької області. Ліва притока річки Грузької (басейн Азовського моря).

## Опис
Довжина балки приблизно 9,63 км, найкоротша відстань між витоком і гирлом — 9,05 км, коефіцієнт звивистості річки — 1,06. Формується багатьма балками та загатами.

## Розташування
Бере початок на північно-східній околиці села Полтавське. Тече переважно на північний захід через село і на північно-східній частині міста Моспине впадає в річку Грузьку, ліву притоку річки Кальміусу.

## Цікаві факти
- Біля витоку балки на східній стороні на відстані приблизно 951,45 м пролягає автошлях Т 0507[3] (автомобільний шлях територіального значення у Донецькій області. Пролягає територією Донецької, Макіївської та Харцизької міськрад, а також територією Амвросіївського району через Донецьк — Макіївку — Харцизьк — Іловайськ — Амвросіївку — Успенку (пункт контролю). Загальна довжина — 62,5 км).
- На балці є багато териконів[2].